# Michael Pirker

Michael Pirker

Michael Pirker (* 21. September 1911 in Greifenburg, Kärnten; † 26. Juni 1975 ebenda) war ein österreichischer Politiker (NSDAP).

## Leben und Wirken
Nach dem Besuch der Volksschule in Greifenberg verdingte Pirker sich als landwirtschaftlicher Hilfsarbeiter. Seit 1927 arbeitete er als Holzarbeiter.
Im Juli 1934 war Pirker an dem erfolglosen Juliputsch der österreichischen Nationalsozialisten gegen die Regierung Dollfuss beteiligt. Vom Militärgerichtshof Klagenfurt wurde er am 18. September 1934 zum Tode durch den Strang verurteilt, später jedoch zu lebenslangem schwerem Kerker begnadigt, den er bis zum 24. Juli 1936 in der Männerstrafanstalt Karlau bei Graz verbüßte. Ein Jahr nach seiner vorzeitigen Haftentlassung begab er sich am 26. Juli 1937 ins Deutsche Reich, wo er sich als Holzarbeiter in Giesing bei München (Firma Schmucker) mit Wohnort in Deisenhofen niederließ.
Nach dem „Anschluss“ Österreichs kehrte Pirker nach Greifenberg zurück, wo er erneut als Holzarbeiter tätig war. Am 17. Mai 1938 beantragte er die Aufnahme in die NSDAP und wurde rückwirkend zum 1. Mai desselben Jahres aufgenommen (Mitgliedsnummer 6.145.035). Von April 1938 bis zum Ende der NS-Herrschaft im Frühjahr 1945 saß Pirker als Abgeordneter für das Land Österreich im nationalsozialistischen Reichstag. Dem Urteil Wilhelm Wadls zufolge erhielt Pirker sein Mandat als „politisch Namenloser“ wohl nur aus Gründen der Optik, um einen „repräsentativen Bevölkerungsquerschnitt“ des gesamten Reichsgebietes, einschließlich Österreichs, vorweisen zu können.